# Fud Candrix
Alfons „Fud“ Candrix (* 1908 in Tongern; † 12. April 1974 in Brüssel) war ein belgischer Jazzmusiker (Tenorsaxofon, Klarinette, Violine), Arrangeur und Bandleader. Er war einer der bekanntesten belgischen Musiker und Bandleader der Vorkriegszeit.

## Leben und Wirken
Candrix begann Mitte der 1920er-Jahre in verschiedenen Orchestern, unter anderem bei Bernard Etté. 1928 hatte er sein Aufnahmedebüt in Berlin als Saxofonist. 1936 gründete er eine eigene Big Band, die Jürgen Wölfer zufolge bald „als eine der führenden europäischen Swingformationen galt“. 1937 entstand eine erste 78er in Brüssel („Love Is in the Air Tonight“). Candrix´ Orchester spielte vor allem amerikanische Jazz- und Unterhaltungsmusik.
Unter deutscher Besatzung konnte Candrix 1940 eine zweite Band zusammenstellen. Dieses Orchester wurde 1942 nach Berlin verpflichtet; von April bis August 1942 hatte er mit seinem Orchester ein Engagement im Berliner Delphi Filmpalast, wo er mit seiner Band populäre Unterhaltungsmusik und auch Swing vor Wehrmachtsoldaten spielte. In dieser Zeit wirkte er auch bei Filmen mit.
Das Programm der 14 Instrumentalisten und des Sängers bestand aus amerikanischen Jazzstandards wie etwa „Between the Devil and the Deep Blue Sea“, „Sugar Foot Stomp“, „I've Found a New Baby“ oder „Doggin’ Around“ in modernem Swing-Arrangement, so die Nummer „Introducing Mr. Basie“, die er am 22. November 1940 einspielte. Es entstanden in dieser Zeit aber auch gängige Schlager wie „Bei dir war es immer so schön“, „Was geschah in dieser Nacht?“, „Musik für Erika“ oder Peter Kreuders „Kleine Geschenke erhalten die Freundschaft“. Fud Candrix nahm auch für die deutsche Telefunken und andere Label auf. In seiner Band spielte u. a. Hans Berry.
Die Reichsmusikprüfstelle hatte den „U-Bahn-Fox“ 1943 wegen „übertriebener Hotmusik“ für unerwünscht erklärt. Das bedeutete, dass der Vertrieb und die Aufführung im deutschen Reichsgebiet verboten war. „Nach Mitteilung der Reichsmusikprüfstelle sind der Verkauf sowie die Verbreitung und Aufführung des „U-Bahn-Fox“ in der Wiedergabe des Fud Candrix-Tanzorchsters unerwünscht“,hieß es in der Begründung.
Bei in Paris entstandenen Aufnahmen begleitete Candrix im März 1943 im Rahmen eines Gastspieles mit seinem Orchester Django Reinhardt bei den Stücken „Belleville“, „Oubli“, „ABC“ und „Zuiderzee Blues“. Weitere Aufnahmen spielte er 1946/47 in Brüssel ein („Back Room“/„Midnight Boogie“). Sein Orchester bestand bis Mitte der 1950er-Jahre, in denen noch die 10-inch-LP Fud's Dance Time erschien. Er begleitete auch Coco Colignon, Jeff De Boeck und die Valtonen Sisters.

## Diskografische Hinweise
- Fud Candrix und sein Orchester - Vol.1: Brüssel 1937-1939 (Swingtime)
- Fud Candrix und sein Orchester - Vol.2: Brüssel & Berlin 1940-1942 (Swingtime)
- Fud Candrix with his Orchestra - Vol.3: Mr Ghost Take the Air - Brüssel 1940-1945, Berlin 1942, Paris 1943 (Swingtime)
- Fud Candrix mit seinem großen Tanzorchester - Vol. 4: Raggin´ the Scale - Brüssel 1937-1939 (Swingtime)

## Lexikalische Einträge
- Jürgen Wölfer: Jazz in Deutschland. Das Lexikon. Alle Musiker und Plattenfirmen von 1920 bis heute. Hannibal, Höfen 2008, ISBN 978-3-85445-274-4.